# Војилово
Војилово је насеље у Србији у општини Голубац у Браничевском округу. Према попису из 2022. било је 195 становника.

## Демографија
У насељу Војилово живи 244 пунолетна становника, а просечна старост становништва износи 45,8 година (44,8 код мушкараца и 46,9 код жена). У насељу има 89 домаћинстава, а просечан број чланова по домаћинству је 3,26.
Ово насеље је великим делом насељено Србима (према попису из 2002. године), а у последња три пописа, примећен је пад у броју становника.
|  |

| Демографија | Демографија | Демографија |
| Година      | Становника  | Становника  |
| ----------- | ----------- | ----------- |
| 1948.       | 556         |             |
| 1953.       | 560         |             |
| 1961.       | 537         |             |
| 1971.       | 513         |             |
| 1981.       | 454         |             |
| 1991.       | 373         | 358         |
| 2002.       | 290         | 302         |
| 2011.       | 247         |             |

| Етнички састав према попису из 2002.‍ | Етнички састав према попису из 2002.‍ | Етнички састав према попису из 2002.‍ | Етнички састав према попису из 2002.‍ | Етнички састав према попису из 2002.‍ |
| ------------------------------------ | ------------------------------------ | ------------------------------------ | ------------------------------------ | ------------------------------------ |
|                                      |                                      |                                      |                                      |                                      |
| Срби                                 | Срби                                 |                                      | 277                                  | 95,51%                               |
| Власи                                | Власи                                |                                      | 4                                    | 1,37%                                |
| Румуни                               | Румуни                               |                                      | 2                                    | 0,68%                                |
| Црногорци                            | Црногорци                            |                                      | 1                                    | 0,34%                                |
| непознато                            | непознато                            |                                      | 6                                    | 2,06%                                |

| Година пописа     | 1948. | 1953. | 1961. | 1971. | 1981. | 1991. | 2002. |
| ----------------- | ----- | ----- | ----- | ----- | ----- | ----- | ----- |
| Број домаћинстава | 131   | 130   | 127   | 116   | 111   | 101   | 89    |

| Број чланова      | 1  | 2  | 3 | 4  | 5  | 6 | 7 | 8 | 9 | 10 и више | Просек |
| ----------------- | -- | -- | - | -- | -- | - | - | - | - | --------- | ------ |
| Број домаћинстава | 22 | 22 | 7 | 11 | 14 | 6 | 4 | 2 | 1 | 0         | 3,26   |

| Пол    | Укупно | Неожењен/Неудата | Ожењен/Удата | Удовац/Удовица | Разведен/Разведена | Непознато |
| ------ | ------ | ---------------- | ------------ | -------------- | ------------------ | --------- |
| Мушки  | 126    | 30               | 76           | 15             | 5                  | 0         |
| Женски | 125    | 12               | 77           | 29             | 7                  | 0         |
| УКУПНО | 251    | 42               | 153          | 44             | 12                 | 0         |

| Пол    | Укупно                    | Пољопривреда, лов и шумарство | Рибарство                            | Вађење руде и камена | Прерађивачка индустрија       |
| ------ | ------------------------- | ----------------------------- | ------------------------------------ | -------------------- | ----------------------------- |
| Мушки  | 84                        | 42                            | 0                                    | 5                    | 11                            |
| Женски | 56                        | 41                            | 0                                    | 0                    | 8                             |
| УКУПНО | 140                       | 83                            | 0                                    | 5                    | 19                            |
| Пол    | Производња и снабдевање   | Грађевинарство                | Трговина                             | Хотели и ресторани   | Саобраћај, складиштење и везе |
| Мушки  | 1                         | 1                             | 10                                   | 1                    | 2                             |
| Женски | 1                         | 0                             | 1                                    | 1                    | 0                             |
| УКУПНО | 2                         | 1                             | 11                                   | 2                    | 2                             |
| Пол    | Финансијско посредовање   | Некретнине                    | Државна управа и одбрана             | Образовање           | Здравствени и социјални рад   |
| Мушки  | 0                         | 3                             | 2                                    | 0                    | 0                             |
| Женски | 0                         | 0                             | 1                                    | 2                    | 0                             |
| УКУПНО | 0                         | 3                             | 3                                    | 2                    | 0                             |
| Пол    | Остале услужне активности | Приватна домаћинства          | Екстериторијалне организације и тела | Непознато            | Непознато                     |
| Мушки  | 1                         | 0                             | 0                                    | 5                    | 5                             |
| Женски | 0                         | 0                             | 0                                    | 1                    | 1                             |
| УКУПНО | 1                         | 0                             | 0                                    | 6                    | 6                             |